# Bamboo
Bamboo – miasto na północy Jamajki, w hrabstwie Middlesex, w regionie Saint Ann. Według danych szacunkowych z 2011 roku jego populacja wynosiła 4264 mieszkańców. Przebiega przez nie droga B11 łącząca miasta Claremont i Brown’s Town. Leży na wysokości ok. 640 m n.p.m. Wzięło swoją nazwę od otaczającego go lasu bambusowego.
W mieście znajduje się ośrodek poprawczy dla nieletnich – Hill Top Juvenile Correctional Centre.